# Andy Goldsworthy

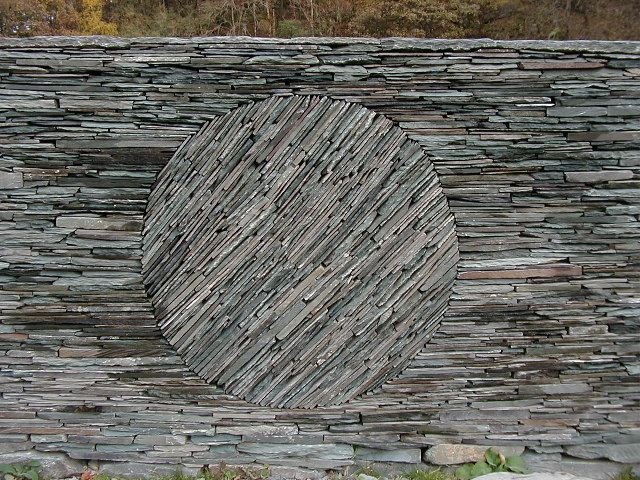
Andy Goldsworthy: Neobyčejný ovčín, High Tilberthwaite, Coniston, Cumbria, listopad 2003

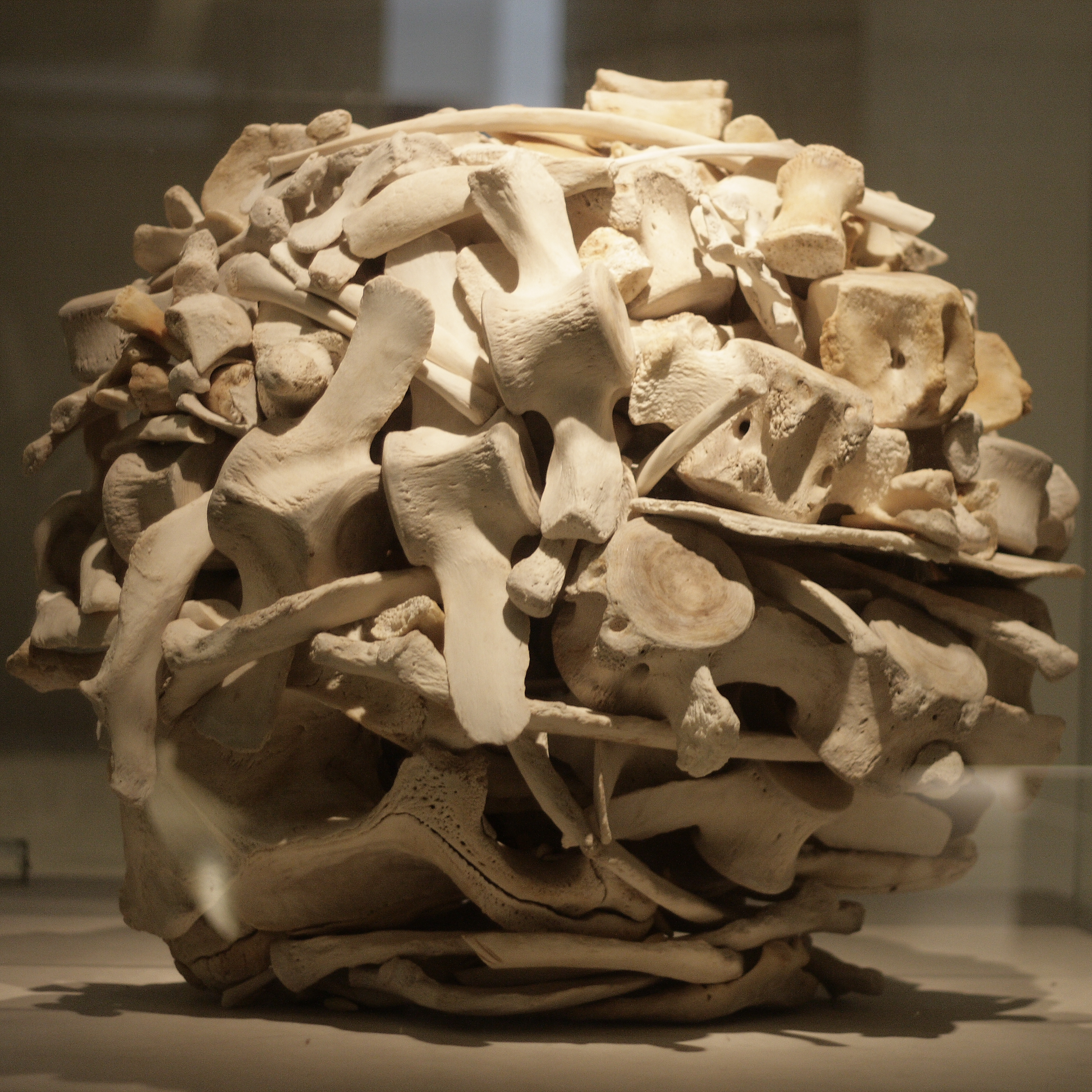
Andy Goldsworthy: Socha v Národním skotském muzeu, 2008

Andy Goldsworthy, nositel Řádu britského imperia (* 26. července 1956) je britský sochař, fotograf žijící ve Skotsku, kde také vytváří většinu svých do přírody umístěných uměleckých děl. Při tvorbě používá v přírodě nalezené materiály a z nich se rodí objekty úzce spojené s místem vzniku (site-specific). Jeden z čelných představitelů land artu.

## Životopis
Andy Goldsworthy se narodil 26. července 1956, od třinácti let pracoval na farmě, v letech 1974–1975 studoval výtvarné umění na Bradford College of Art, další vzdělání získal na Preston Polytechnic (1975–1978). Poté, co odešel ze školy žil v různých částech Skotska (Yorkshire, Lancashire a Cumbria), od roku 1985 pobýval v obci Langholm, o rok později ve vesničce Penpont (region Dumfries and Galloway ve Skotsku).
Jeho dílu se postupně dostává uznání a s tím spojená ocenění (Scottish Arts Council Award, čestný titul udělený Bradfordskou univerzitou, Řád britského impéria), množí se pozvání do zahraničí (USA, Kanada, Francie).
V roce 2001 natočil režisér Thomas Riedelsheimer dokumentární film Rivers and Tides, ve kterém je zachyceno jak dílo tohoto umělce, tak i způsob vzniku proložený stručnými komentáři jejich tvůrce.

## Umělecký styl
Materiály, které Andy Goldsworthy používá, jsou vždy přírodní, ať už jsou to květiny, rampouchy, listy, bahno, šišky, sníh, kámen, větvičky, stébla trávy nebo trní. Podobně jako další evropští umělci, jako například David Nash nebo Mihael Singer, měl od začátku subtilnější přístup k přírodě. Se svými díly se pokoušeli krajinu akcentovat a pracovat s přírodními materiály jako jsou půda, kámen, dřevo, voda nebo led. Využívá jejich barevnosti a struktury, ovšem zasazuje je do nečekaných kompozic a souvislostí, pokaždé ovšem respektuje jejich přirozenou podstatu. V závislosti na použitém materiálu je také různá doba trvání těchto děl – od několika minut (v případě děl slepených z rampouchů) až po několik desítek let (kamenné zdi či hliněná výzdoba interiérů). Zpočátku pracoval pouze sám, ovšem později si ke své tvorbě přibíral i asistenty (ať už z důvodu rozsáhlosti či komplikovanosti). Díla vytváří nejčastěji holýma rukama, bez jakýchkoliv technických pomůcek. Goldsworthy je považován za zakladatele moderního umění vyvažování kamenů.
Nedílnou součástí jeho tvorby je také fotografie, kterou využívá jako způsob zachycení svých pomíjivých děl.

## Ocenění
- 1979 – North West Arts Award
- 1980 – Yorkshire Arts Award
- 1981 – Northern Arts Award
- 1982 – Northern Arts Award
- 1986 – Northern Arts Bursary
- 1987 – Scottish Arts Council Award
- 1989 – Northern Electricity Arts Award
- 2000 – Order of the British Empire

## Citace v anglickém originále
- "I find some of my new works disturbing, just as I find nature as a whole disturbing. The landscape is often perceived as pastoral, pretty, beautiful – something to be enjoyed as a backdrop to your weekend before going back to the nitty-gritty of urban life. But anybody who works the land knows it's not like that. Nature can be harsh – difficult and brutal, as well as beautiful. You couldn't walk five minutes from here without coming across something that is dead or decaying."

- "One of the beauties of art is that it reflects an artist's entire life. What I've learned over the past 30 years is really beginning to inform what I make. I hope that process continues until I die."

## Výstavy a instalace
| Dílo               | Datum                           | Popis                                     | Místo                                  |
| ------------------ | ------------------------------- | ----------------------------------------- | -------------------------------------- |
| Sheepfolds         | 1996–2003                       | Sheepfolds                                | Cumbria, Anglie                        |
|                    | 22. května – 15. listopad 2000  | Andy Goldsworthy at Storm King Art Center | Mountainville, Cornwall, New York, USA |
| Oblouk v Goodwoodu | 2002                            | Andy Goldsworthy Arch at Goodwood         | Goodwood, Západní Sussex, Anglie       |
| Wakefield          | 31. března 2007 – 6. ledna 2008 | Andy Goldsworthy                          | Wakefield, Západní Yorkshire, Anglie   |
|                    | Říjen 2008                      | Spire                                     | San Francisco, Kalifornie, USA         |